# Silja Serenade
Silja Serenade — круизный паром эстонской судоходной компании Tallink, эксплуатируемый и после поглощения Silja Line под старым брендом на линии Хельсинки-Мариехамн-Стокгольм. Построен в 1990 году на верфи Masa-Yards Oy) в Турку, Финляндия. Судном-близнецом является Silja Symphony.

## История
Судно было заказано Effoa 26 октября 1987 года для эксплуатации компанией Silja Line. Судно совершило настоящую революцию в дизайне круизных паромов, и паром стал первым судном в мире, который имел сквозной променад по всей длине судна. Благодаря променаду удалось, помимо прочего, почти вдвое увеличить число кают, имеющих окна (в настоящее время такие променады можно встретить практически как на любом новом круизном судне, так и на так называемых круизных судах с автомобильной палубой компании Color Line). В отличие от более новых судов с милей магазинов, оба судна-близнеца компании Silja Line не имели достаточных противопожарных ворот на променаде. Но поскольку маршруты проходили вблизи побережья, и дополнительно была установлена сплинкерная система пожаротушения, то близнецам в виде исключения было выдано разрешение на эксплуатацию.
15 ноября 1990 года Silja Serenade была передана образовавшейся в результате слияния Effoa и Johnson Line EffJohn Oy и поставлена на линию Хельсинки-Стокгольм. Её портом приписки первоначально стал Хельсинки, Финляндия. Однако, уже в 1992 году порт приписки сменился на Мариехамн, в результате чего, благодаря меньшей налоговой нагрузке, удалось зарабатывать больше денег с помощью собственного казино на борту.
После ввода в 1993 году в эксплуатацию парома Silja Europa, Silja Serenade перевели на линию Турку-Мариехамн-Стокгольм. В 1995 году суда обратно поменялись маршрутами, и с тех пор Silja Serenade вместе с Silja Symphony обслуживают линию Хельсинки-Стокгольм. Чтобы противостоять изменениям в регламентации Duty Free в ЕС и далее предлагать беспошлинную торговлю, в июне 1999 года была введена промежуточная стоянка в Мариехамне.
В январе и феврале 2006 года судно подверглось существенной модернизации на верфи Turku Repair Yard в Наантали, Финляндия.
В январе-феврале 2014 года паром вновь находился на ремонте на Turku Repair Yard. На судне осуществлёны работы по полному обновлению торговых и ресторанных помещений и части кают.